# Lachapelle-sous-Gerberoy
Lachapelle-sous-Gerberoy is een gemeente in het Franse departement Oise (regio Hauts-de-France) en telt 141 inwoners (1999). De plaats maakt deel uit van het arrondissement Beauvais.

## Geografie
De oppervlakte van Lachapelle-sous-Gerberoy bedraagt 5,0 km², de bevolkingsdichtheid is 28,2 inwoners per km².
De onderstaande kaart toont de ligging van Lachapelle-sous-Gerberoy met de belangrijkste infrastructuur en aangrenzende gemeenten.

## Demografie
Onderstaande figuur toont het verloop van het inwonertal (bron: INSEE-tellingen).